# Biblioteca di Stato di Bamberga
La Biblioteca di Stato di Bamberga (in tedesco: Staatsbibliothek Bamberg) è una biblioteca di rilevanza regionale (bavarese) in Bamberga, Germania.
Come biblioteca universale con accento sulle scienze umane non è solo a disposizione della ricerca scientifica, ma anche di tutti cittadini. Le varie mostre speciali rendono visibili al pubblico anche i molti tesori della collezione.
Dal 1965 la biblioteca si trova nella Residenza Nuova (Neue Residenz) che sorge nella Piazza del Duomo (Domplatz) su una collina (Domberg).

## Informazioni generali
I manoscritti medievali sono il nucleo della raccolta libraria – i più antichi risalgono ai tempi dell'Imperatore Enrico II il Santo. Ma nel fondo della biblioteca si trovano anche incunaboli, grafiche e gli esemplari d’obbligo del distretto dell'Alta Franconia.
Inoltre la Biblioteca di Stato di Bamberga custodisce alcune raccolte librarie di altre istituzioni, per esempio la biblioteca della Società storica di Bamberga o della fondazione E. T. A. Hoffmann. Di grande importanza per la biblioteca erano le donazioni dell'Ottocento, come le collezioni di Joseph Heller, Emil Marschalk von Ostheim o Johann Lukas Schönlein.
I seguenti manoscritti medievali fanno parte della Memoria del mondo dell'UNESCO:
- l'Apocalisse di Bamberga (in tedesco: Bamberger Apokalypse; Msc.Bibl.140),
- un commetario sul Cantico dei cantici, sul Libro dei Proverbi e sul Libro di Daniele (in tedesco: Kommentar zum Hohen Lied, zu den Sprüchen Salomos und zum Buch Daniel; Msc.Bibl.22) e
- la farmacopea di Lorsch (in tedesco: Lorscher Arzneibuch; Msc.Med.1).

## Il fondo della biblioteca in cifre
- ~ 566.000 unità in totale
- ~ 80.000 grafiche e fotografie
- ~ 3.600 incunaboli
- ~ 6.400 manoscritti ed autografi in totale (~ 1.000 manoscritti medievali)
- ~ 1.650 periodici in corso[1]

## Storia
L'inizio della collezione risale all'imperatore Enrico II, che nel 1007 fondò la diocesi di Bamberga. Tra i suoi doni alla cattedrale c'erano molti preziosi manoscritti che lui e i suoi predecessori avevano raccolto o commissionato. Di conseguenza, furono portati a Bamberga manoscritti da vari centri spirituali del mondo occidentale. Nei secoli successivi molti libri furono scritti e miniati in città, in particolare, nel XII secolo, dai monaci benedettini dell'Abbazia di Monte San Michele.
Bamberga è stato il primo luogo in cui i libri stampati in lingua tedesca sono stati illustrati con xilografie. Sebbene nella biblioteca si possano trovare solo frammenti del primissimo periodo di stampa della città, la collezione di incunaboli documenta l'ampia produzione libraria del XV secolo.
Tutto ciò che restava di questi manoscritti e libri nei monasteri della città e della diocesi fino al 1802/1803 fu incorporato in un'unica biblioteca (ora Biblioteca di Stato di Bamberga) durante il periodo della secolarizzazione e fuso con la biblioteca della vecchia università di Bamberga, che era stata fondata nel 1648 come accademia dei Gesuiti e in quel momento era chiusa. Bamberga entrò a far parte dell'Elettorato di Baviera. Nel corso del XIX secolo, la biblioteca fu arricchita di doni come la collezione dello storico dell'arte Joseph Heller, che oggi comprende 80.000 incisioni e disegni. Il materiale E. T. A. Hoffmann è diventato una collezione speciale per i nostri tempi, così come, più recentemente, i libri autografi del XVIII e XIX secolo.

## Costruzione
La Biblioteca di Stato di Bamberga oggi è ospitata nell'ala est della Residenza Nuova di Bamberga, costruita tra il 1697 e il 1703 da Johann Leonhard Dientzenhofer per conto del principe-vescovo Lothar Franz von Schönborn. In origine, in quell'ala dell'edificio era collocata l'amministrazione dell’episcopato.
I cosiddetti Dominikanerräume fanno parte delle aule mostra sale espositive della biblioteca non aperte al pubblico. Sono così chiamati per via degli scaffali del monastero domenicano di Bamberga che furono portati nella biblioteca durante la secolarizzazione, quando il monastero venne chiuso.
Anche il Vierzehnheiligenpavillon al terzo piano appartiene alle aule sale espositive interne. Un tempo era la stanza della biblioteca del principe-vescovo. Dal 1978, l'ex cantina funge da deposito. La biblioteca presenta nell'androne pregevoli vetrate del XVI e XVII secolo. Joseph Heller, storico dell'arte e collezionista, le lasciò in eredità alla biblioteca. Dalla sala d'ingresso si accede alla sala di lettura. In passato serviva al principe-vescovo come sala delle udienze e sala estiva. La sala di lettura offre una vista sul roseto, anch'esso costruito per conto del principe-vescovo Lothar Franz von Schönborn. Durante le mostre che si svolgono più volte l'anno, è possibile visitare il Sterngewölbe e l'ex Gartensaal o Scagliolasaal.